# Tonio & Julia: Kneifen gilt nicht
Kneifen gilt nicht ist ein deutscher Fernsehfilm von Kathrin Kulens-Feistl aus dem Jahr 2018. Es handelt sich um die erste Folge der ZDF-Fernsehserie Tonio & Julia mit Maximilian Grill und Oona Devi Liebich in den Hauptrollen und Charlotte Schwab, Dietrich Adam, Eisi Gulp, Franz-Xaver Brückner, Lambert Hamel und Simon Böer in tragenden Rollen.

## Handlung
Familientherapeutin Julia Schindel verlässt ihren verheirateten Freund Paul Grünwald, der in Berlin lebt, da sie sich um einen Job bei der katholischen Kirche in ihrem Heimatort Bad Tölz in Bayern beworben hat. Julias Eltern freuen sich, ihre Tochter wieder bei sich zu haben, während ihr Bruder Max mit Skepsis reagiert, da er seit Jahren für den Familienbetrieb, eine Essigmanufaktur, arbeitet, und befürchtet, dass Julia ihm etwas wegnehmen könnte. Doch zuerst muss seine Schwester noch das Vorstellungsgespräch absolvieren. Sie hofft, dass der dortige Pfarrer Tonio Niederegger, den sie noch aus Jugendzeiten kennt und mit dem sie sehr eng befreundet war, sich für sie einsetzen wird. Diese Hoffnung zerschlägt sich als sie bemerkt, dass er sehr kritische Fragen stellt. Er zweifelt an Julias Verlässlichkeit, da er sie in der Vergangenheit als sehr sprunghaft wahrgenommen hat und eine Persönlichkeit, die Problemen eher aus dem Weg gegangen ist. Julia beteuert zwar sich geändert zu haben, aber Tonio hat seine Zweifel. In erster Linie muss er mit ihr in der St.-Sixtus-Gemeinde zusammenarbeiten. Die Verlässlichkeit seiner Mitarbeiter ist für ihn von großer Wichtigkeit. Trotz einiger Bedenken kann Julia zumindest Generalvikar Zumbrodt überzeugen. Sie bekommt die Stelle. An ihrem ersten Arbeitstag muss Julia ernüchtert feststellen, dass die Leute mit ihren Sorgen lieber zum Pfarrer wollen und nicht zu einer „Fremden“. Als Julia erfährt, dass ein junges Mädchen die Beratungsstelle vor circa einer Woche aufgesucht, dann aber wieder verschwunden war, versucht sie die junge Frau ausfindig zu machen. Es stellt sich heraus, dass es sich bei der Hilfesuchenden um Lisa Bühl handelt. Tatsächlich gelingt es Julia, Lisa dazu zu bringen, mit ihr über ihre Probleme zu sprechen. Lisa ist mit Justus Lechner befreundet, der zusammen mit seinem Vater einen Hof bewirtschaftet. Sie erzählt, dass sie dort immer ausgeholfen habe, doch leide Justus’ Vater, seitdem seine Frau beziehungsweise Justus’ Mutter gestorben ist, unter Zwangshandlungen und sei mit der Zeit immer gewalttätiger geworden. Sie habe das nicht mehr ausgehalten und Justus deshalb ein Ultimatum gestellt: Wenn er den Hof nicht verlasse, werde er sie verlieren. Nun befürchtet Lisa, etwas falsch gemacht zu haben, da sie das Gefühl hat, ihren Freund im Stich gelassen zu haben.
Auch Tonio macht sich Sorgen um die Lechners. Er kann deren Probleme gut nachvollziehen, denn auch sein Vater lebt allein, seit Tonios Mutter gestorben ist. Gemeinsam mit Julia sucht er Hermann Lechner auf, um ihn nach dem Verbleib seines Sohnes zu fragen, der von Lisa vermisst wird. Das Gespräch zwischen den Männern eskaliert ganz unvermittelt, Hermann Lechner greift nach seinem Gewehr und ist kurz davor, sich zu erschießen. Dank Julias Eingreifen gelingt es jedoch, ihn geschickt abzulenken. Justus wird im Eiskeller gefunden, wo er von seinem Vater eingesperrt worden ist, um sicherzustellen, dass er den Hof nicht verlässt.
Hermann Lechner wird in eine Klinik gebracht und Tonio muss neidlos anerkennen, dass Julia gute Arbeit geleistet hat. Als beide sich in dieser Situation etwas näherkommen, bricht Tonio das Zusammensein jedoch abrupt ab. Julia ist allerdings nicht damit zufrieden, dass die Kluft zwischen Vater und Sohn sich vergrößert hat und Justus nicht mehr mit seinem Vater sprechen möchte. Umso erstaunter ist Julia, als der alte Lechner nach einiger Zeit bei ihr in der Beratungsstelle auftaucht, um sich zu entschuldigen. Mit Julias Hilfe gelingt es ihm, seine Schuldgefühle am Tod seiner Frau zu überwinden und auch, sich mit Lisa zu versöhnen. Die Versöhnung mit seinem Sohn folgt, nachdem der alte Lechner signalisiert, ihm den Hof übergeben zu wollen und Justus so davon überzeugt, dass sich sein Vater wirklich geändert hat.
Diese Familienprobleme haben auch Tonio gezeigt, dass er mit seinem Vater, den er viel zu selten besucht, besser umgehen muss. Er beschließt, ihn zu sich ins Pfarrhaus zu holen.

## Dreharbeiten
Der Film wurde vom 8. Juni bis zum 2. August 2017 unter dem Arbeitstitel Tonio und Julia – Väter und Söhne in München, Bad Tölz und Umgebung gedreht. Produziert wurde der Film von der Studio.TV.Film GmbH.

## Rezeption

### Veröffentlichung, Einschaltquote
Der Film wurde bei seiner Erstausstrahlung am 12. April 2018 von 3,93 Millionen Zuschauern gesehen. Dies entspricht einen Marktanteil von 12,8 Prozent für das ZDF.
Die ersten beiden Folgen Kneifen gilt nicht und Zwei sind noch kein Paar wurden vom Studio Hamburg Enterprises am 24. August 2018 auf DVD herausgegeben.

### Kritik
Rainer Tittelbach von tittelbach.tv gab dem Film drei von sechs möglichen Sternen und meinte: „Bei ARD & ZDF wird Ihnen geholfen: Mutter Teresa lebt weiter & weiter… Gaben sich einst die männlichen Götter in Weiß die Fernsehserien-Klinke in die Hand, sind seit ein paar Jahren die 90minütigen Reihenformate im leichten Fach in Obhut von Mutter Teresa. […] Da das geneigte Publikum offenbar von Beratung, Hilfe, Zuspruch und Trost selbst in fiktionaler Form nicht genug kriegen kann, basteln die öffentlich-rechtlichen Zuschauerfänger an weiteren Protagonisten mit Helfer-Syndrom und häufig wenig Talent fürs eigene Glück. […] Man fragt sich, weshalb man überhaupt Drehbuchautoren braucht, wenn jeder Zuschauer mit ein bisschen Fernseherfahrung sich die Geschichte ganz allein zu Ende erzählen kann.“ […] Tittelbach bemängelte „die altbackene Dramaturgie der ersten Episoden, die die passable Ausgangsidee zunichte machen“ würden.
Tilmann P. Gangloff, auf den Tittelbach in seiner Bewertung der Serie verwiesen hat, schrieb einleitend auf der Seite evangelisch.de: „Der Fernsehfilm mag nur bedingt als Spiegel der Gesellschaft taugen, weil er die Dinge verdichtet und überhöht, aber natürlich greifen die Geschichten bestimmte Strömungen auf. Es wäre daher interessant zu analysieren, warum immer mehr Filmreihen von ARD und ZDF das Helfen in den Mittelpunkt stellen.“ Gangloff bestätigte, der Film sei in einigen Ebenen „durchaus spannend inszeniert, zumal sich die Geschichte schließlich zum Drama auf Leben und Tod“ zuspitze. „Aber Motor der Handlung“ sei selbstredend „die Beziehung zwischen dem Titelpaar, das keins sein darf“. „Maximilian Grill und Oona Devi Liebich ergänz[t]en sich prima und spiel[t]en ihre Rollen ausgesprochen sympathisch.“
TV Spielfilm zeigte mit dem Daumen nach oben, gab für Humor, Anspruch und Spannung je einen von drei möglichen Punkten und befand, „der Zusammenprall von Kirche und Moderne“ sei „erfrischend und gut gespielt“. Das Fazit lautete schlicht „Amen!“
Hans Czerny schrieb im Fernsehmagazin Prisma „kleine Alltagsdramen“ seien „bei dieser Zusammensetzung vorprogrammiert, aber eben auch die Klischees“. Das ZDF begebe sich mit Tonio & Julia „nun dennoch auf dieses ziemlich abgedroschene Feld“. Da „das Ganze auch noch im idyllischsten bayerischen Voralpenland angesiedelt“ sei, käme „ein rechter Herzkino-Wolpertinger dabei heraus – irgendwo zwischen ‚Pfarrer Braun‘, ‚Steinerschem Theaterstadl‘ seligen Angedenkens und einer Soap à la ‚Marienhof‘“. Die Rede ist von einem komplikationsresistenten Zuschauer, einer Handlung, die „heiter werden“ könnte, „aber derart klischeehaft und holzklapernd konstruiert“ sei, „dass man dahinter die Parodie eines Heimatfilms vermuten möchte“. Gulp mache „aus seiner Partie eine Ganghofer-Nummer“. Abschließend schrieb Czerny, „eine lang anhaltende Fortsetzung des Unterirdischen“ sei „zu befürchten“.